# Военно-сухарный завод
Военно-сухарный завод (или Обское продовольственное интендантское заведение) — завод, существовавший на территории современного Заельцовского района Новосибирска. 
Завод был создан в 1903 году после ухудшения русско-японских отношений для продовольственного обеспечения сухарями Сибирского и Приамурского военных округов.

## История строительства
Строительство военно-сухарного завода в Новониколаевске было обусловлено его выгодным географическим положением, к тому же будущий город располагался в богатом сельскохозяйственном районе. Транспортировка продовольствия из европейской части России могла стать экономически затратной.
Военно-сухарный завод строился в 1902—1903 годы, годовое производство сухарей должно было составить 1 млн пудов.
Сооружение предприятия было поручено инженеру, тайному советнику и члену Технического кабинета управления барону фон Дершау, который к тому времени уже построил 4 сухарных завода для интендантского ведомства.
Вместе с возведением завода и мукомольни было запланировано также строительство административных объектов: деревянной казармы с кухней на 50 человек, 2 кирпичных магазина, два жилых деревянных здания для штаб-офицерской квартиры и канцелярии. Вокруг домов были предусмотрены мостовые.
Для строительства завода была выбрана прилегающая к Оби территория за Малой и Большой Ельцовками. Окружённое водоёмами место было безопасно в случае возникновения пожара на ближайших постройках, в числе которых были склады торгового общества «Мазут» и «Товарищества нефтяного производства Братьев Нобель». К тому же завод можно было связать со станцией «Обь» ж/д веткой (длина около 700 саженей). Место для завода арендовалось на 60 лет.
Закладка завода состоялась 23 мая 1902 года. Официальное открытие состоялось 27 ноября 1903 года.

## Оснащение и производственный процесс
Военно-сухарный завод был предприятием с законченным производственным циклом и имел следующие отделения: котельное, машинное, мучное, замесочное, расчиночное, сушильное, укупорочное и продовольственное.
Предприятие располагало хлебопекарными печами, мукомольней и цейхгаузом.
Котельное и машинное отделения были оборудованы тремя котлами Ланкаширской системы, паровыми машинами, приводившими в действие 3 жерновые поставы системы Умфрида, оснащённые зерноочистителями, ситами и самотасками; машиной горизонтальной системы Тандем, созданной на московском заводе (в прошлом Вейхельт), которая была способна перемалывать 210 пудов ржи в час.
Благодаря вертикальной паровой машине обеспечивалась работа хлебопёка и динамомашины. Резальную машину приводил в движение настенный двухсильный двигатель.
Механический подъёмник производительностью 150 пудов в час осуществлял транспортировку муки в мучное отделение с нижнего этажа.
В отличие от сушил в европейской части России нагревательная поверхность у ребристых паровых труб в сушильных камерах сухарного завода увеличили на 1/6 по причине сибирских морозов, часть стен и потолки сушильни по двум рядам войлока были обиты железом. Над потолком сушильни на смазку была насыпана перекрытая войлоком чистая древесная зола слоем в 7 дюймов.
Процесс механического печения хлеба производился фактически так же, как и на других военно-сухарных предприятиях, но три хлебопекарные печи Викгорста, установленные на новониколаевском заводе, обладали преимуществом, так как были оснащены выдвижными подами со складными ножиками, на них (вне печи) нагружались и выгружались караваи из теста и хлеба.
Каждая печь при 10 выпеках в сутки способна была выпекать до 400 пудов хлеба.
Закваска проводилась вручную в 18 специальных ящиках, после чего заквашенное тесто помещалось в расчиночный аппарат, в него загружалось 7 пудов муки, 8 пудов воды, соль (из расчёта 7,5 фунта на ведро воды ).
Для изготовления 500 пудов сухарей в сутки за 6 часов производилось 36 расчинов. С пуском по месилке расчина одновременно по трубе спускалось и 10 пуд. 16 ф. муки. В течение 40 минут в месилке приготавливалось тесто для 150 караваев, их хватало для загрузки одной печи.
Две машины формовали караваи, которые помещались в 900 железных форм, находившихся в вагонетках, до посадки в печь они оставались в них 1,5 часа. На загрузку и выгрузку печи уходило 8-10 минут.
Выпекание хлеба происходило в течение 2-1/4 часа при температуре 230°. Печёные караваи помещали в вагонетки и отвозили в хлебный цейхгауз, оснащённый многоярусными стеллажами.
После остывания машина нарезала хлеб на ломти (360 караваев за час), после чего его помещали в сушильное отделение, здесь четырёхкамерное сушило загружалось одновременно 72 решётками хлеба. Производительность сушильных камер способна была достигать 540 пудов сухарей в сутки. Здесь каждый сухарь оставался 15-16 часов. После охлаждения готовые сухари загружались в мешки и по сделанному в укупорочном отделении специальному рельсовому пути транспортировались в хлебозапасные магазины.

## Кадровый состав
Первое подобное за Уралом предприятие нуждалось в квалифицированных сотрудниках. Для этого в штат Обского продовольственного интендантского заведения были назначены 15 служащих Брянского и Барановичского военных продовольственных предприятий, 13 человек из Московского военного округа, из Минской военной мукомольни и пекарни. Приехавшие служащие поступили на должности старших и младших работников, машинистов и их помощников, смазчиков паровых машин, печей и котлов и другого оборудования. Также в обязанности командированных в Новониколаевск сотрудников входило обучение местных кадров. В январе 1916 года на заводе работало 258 человек.

## Прекращение деятельности
Во время Первой мировой и Гражданской войн и интервенции в России производительность завода ослабла. В советский период корпусы завода отошли обувному предприятию. В 1935 году здание завода перестроили в корпус обувной фабрики имени Кирова.

## Память
Память о предприятии осталось в названиях улицы — Сухарная, а также места, в котором данная улица расположена — Сухарка.